# Teoría del participante
La teoría del participante (en inglés stakeholder theory) —que también se ha traducido como teoría de la parte interesada, teoría del interesado y teoría del grupo de interés— es una tesis relacionada con la responsabilidad social corporativa y la gestión de proyectos que identifica y modela los grupos de personas que son participantes (externos) de una corporación, y que es la contraparte de la teoría del accionista. Según este modelo, la viabilidad a largo plazo de una organización depende de las relaciones entre dichos participantes y entre dichos participantes y la empresa. También describe y recomienda métodos por los cuales se puede encarar la gestión para considerar los intereses de esos grupos.
El término stakeholder, en este contexto, fue acuñado inicialmente por R. Edward Freeman en el libro Strategic Management: A Stakeholder Approach (1984) y hace referencia a todas aquellas personas y colectivos que participan, de un modo u otro, en alguna compañía u organización.

## Historia
Los conceptos similares a la teoría moderna de las partes interesadas se remontan a puntos de vista filosóficos de larga data sobre la naturaleza de la sociedad civil en sí misma y las relaciones entre los individuos. La palabra "parte interesada" en su uso actual apareció por primera vez en un memorando interno en el Instituto de Investigación de Stanford en 1963. Posteriormente, se desarrolló una "plétora" de definiciones y teorías de las partes interesadas. En 1971, Hein Kroos y Klaus Schwab publicaron un folleto alemán Moderne Unternehmensführung im Maschinenbau (Gestión empresarial moderna en ingeniería mecánica) argumentando que la gestión de una empresa moderna debe servir no solo a los accionistas sino a todas las partes interesadas (die Interessenten) para lograr resultados a largo plazo -plazo de crecimiento y prosperidad. Esta afirmación está en disputa.

## Explicación
En el enfoque tradicional estricto, el enfoque de los participantes (el único reconocido en la ley de los negocios en la mayoría de los países), los accionistas son los dueños de la compañía y esta tiene una ligadura de deber fiduciario para poner sus necesidades primero e incrementar el valor de ellas. En los viejos modelos de entrada y salida  de las compañías la firma convertía las entradas de los inversores, empleados y proveedores en salidas útiles (comercializa-bles) las cuales eran compradas por los clientes, de este modo regresaban algunos beneficios del capital a la firma.
En este modelo, las compañías solo se concentraban en las necesidades y deseos de esas cuatro partes: inversores, empleados, proveedores y clientes. Sin embargo, la teoría del participante argumenta que hay otras partes involucradas incluyendo cuerpos gubernamentales, asociaciones y uniones comerciales, comunidades, asociaciones corporativas, futuros empleados, futuros clientes y el público en general. A veces hasta los competidores son considerados como "participantes".
El enfoque estratégico de los participantes es una teoría instrumental de la corporación, integrando tanto el enfoque basado en recursos así como también el enfoque basado en el mercado, añadiendo un nivel sociopolítico.
Este enfoque de la compañía es usado para definir a los participantes específicos de una corporación (la teoría normativa de identificación de participantes de Donaldson) así como también examinar las condiciones bajo las cuales esas partes deben ser considerados como "participante" (la teoría descriptiva de los participantes salientes). Esos dos puntos dan lugar a la teoría del tratamiento moderno de los "participantes".